# 伯兹维尔
伯兹维尔（法語：Beuzeville，法語發音：[bøzvil]）是法国厄尔省的一个市镇，位于该省西部，属于贝尔奈区。

## 地理
伯兹维尔（49°20'41"N, 0°20'33"E）面积23.25 平方千米，位于法国诺曼底大区厄尔省，该省份为法国北部内陆省份，北起滨海塞纳省，西接奧恩省和卡爾瓦多斯省，南至厄尔-卢瓦省，东临瓦兹省、瓦兹河谷省和伊夫林省。
与伯兹维尔接壤的市镇（或旧市镇、城区）包括：凯特维尔、圣安德烈代贝尔托、圣伯努瓦代贝尔托、布勒维尔、拉朗德圣莱热、马讷维尔拉拉乌勒。

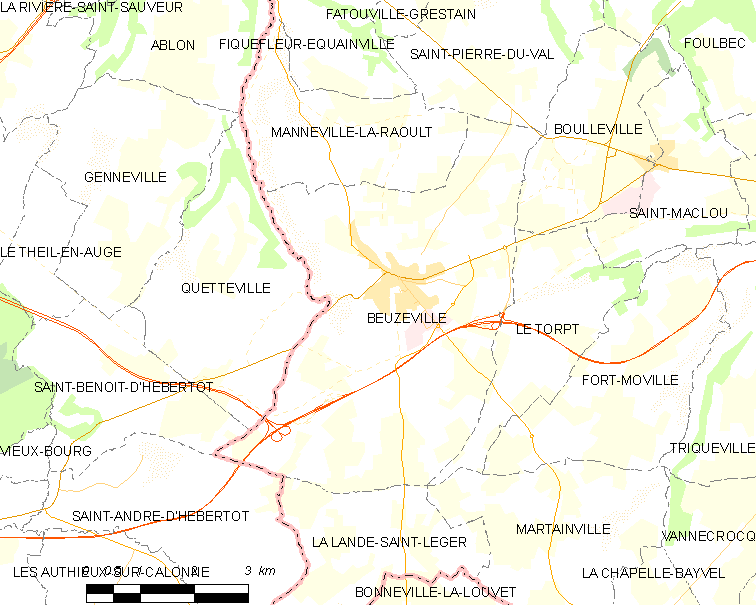
伯兹维尔的OSM定位图

伯兹维尔的时区为UTC+01:00、UTC+02:00（夏令时）。

## 行政
伯兹维尔的邮政编码为27210，INSEE市镇编码为27065。

## 政治
伯兹维尔所属的省级选区为伯兹维尔县。

## 人口

1962-2008年间伯兹维尔人口变化图示

伯兹维尔于2022年1月1日时的人口数量为4697人。